# シンコペイテッド・クロック

「シンコペイテッド・クロック」（The Syncopated Clock）は、ルロイ・アンダーソンが1945年に作曲した曲で、ルロイ・アンダーソンの最も有名な作品のひとつである。別邦題として『愉快な時計』がある。
アンダーソンは数時間でこの音楽を書きあげ、オーケストラ用の譜面を書き、それをボストン交響楽団に届けた。アーサー・フィードラーはオーケストラの楽譜のコピーを作成させた。その後、アンダーソンは バージニア州アーリントンの自宅からボストンまで行き、1945年5月28日に初演を指揮した。
日本の小学校では音楽の鑑賞教材として取り上げられることがある。

## 使用
- 日本では、イオンの店舗においてクリーンタイム（11時、15時、19時）を知らせる放送のBGMとして使われている[要出典]。